# Капинос, Инна Анатольевна
Инна Анатольевна Капинос (укр. Інна Анатоліївна Капінос, род. 31 октября 1964, Кривой Рог, Днепропетровская область) — советская и украинская актриса театра и кино, народная артистка Украины (2024), член Национального союза кинематографистов Украины.

## Биография
Родилась 31 октября 1964 года в городе Кривой Рог.
В 1985 году окончила актёрский факультет Киевского государственного института театрального искусства имени И. К. Карпенко-Карого (курс В. И. Зимней).
С 1985 года по настоящее время — актриса Киевского Национального украинского драматического театра им. Ивана Франко. Преподаёт актёрское мастерство в Киевском национальном университете театра, кино и телевидения имени И. К. Карпенко-Карого, ведущая многих значимых мероприятий в жизни Киева (открытие первого Киевского международного кинофестиваля и т. п.), занимается озвучиванием рекламных роликов, иностранных фильмов. В разводе.

### Семья
- Первый муж — Михаил Церишенко, актёр и юморист. Однокурсник Инны.
- Второй муж — Олег Павлишин, музыкант[4].

## Творчество

### Роли в театре

#### Национальный драматический театр имени Ивана Франко
- «Тевье-Тевель» Г. Горина; реж. Сергей Данченко — Хава[5]
- «Я, Генри II» по пьесе Д. Голдмена «Лев зимой»; режиссёр Юрий Кочевенко — Элис[6] (Илис[4])
- «Царь Эдип» Софокла; режиссёр Роберт Стуруа — Фиванка
- «Ревизор» Н. Гоголя; режиссёр Игорь Афанасьев — Ликера[5][7]
- «Ромео и Джульетта» Шекспира; режиссёр Валентин Козьменко-Делинде — Синьора Монтекки[5][8]
- «…Я вспоминаю… Амаркорд» Елены Сикорской и А. Билозуба; режиссёр Александр Билозуб — Зоряна[5][9]
- «Эдит Пиаф. Жизнь в кредит» Ю. Рыбчинского; режиссёр Игорь Афанасьев — Мадлен Ассо[5][10]
- «Джельсомино в стране лжецов»  Д.Штайн по мотивам повести Джанни Родари; режиссёр  Диана Штайн - Парикмахер [11]

#### Национальная филармония Украины
- «Метель» (текст А. Пушкина, музыка Г. Свиридова); режиссёр Ирина Нестеренко — героиня[12]

#### Киевская академическая мастерская театрального искусства «Созвездие»
- «Сад божественных песень» Валерия Шевчука (по произведениям Григория Сковороды); режиссёр: Алексей Кужельный[13]

### Роли в кино
1. 1983 — Водоворот — эпизод
2. 1984 — Груз без маркировки — девушка (в титрах не указана)
3. 1985 — Вечерницы — Орыся
4. 1985 — Каждый охотник желает знать… — Тамара, гримёр
5. 1985 — Искупление (фильм-спектакль) — эпизод
6. 1986 — Премьера в Сосновке — Катя Воронцова, доярка, участница самодеятельности
7. 1990 — Меланхолический вальс — Марта
8. 1990 — Ныне прославися сын человеческий — девушка из воспоминаний архиерея
9. 1991 — Казаки идут — Настка
10. 1992 — Вишнёвые ночи — Оленка, связная УПА
11. 1992 — Ради семейного очага
12. 1993 — Гетманские клейноды
13. 1993 — Преступление со многими неизвестными — Олимпия в молодости
14. 1994 — Дорога на Сечь — Орыся
15. 1995 — Остров любви (Фильм 9 «Невеста») — Анеля, невестка важной пани
16. 2005 — Свадьба Барби — эпизод
17. 2006 — Возвращение Мухтара 3 (серия 79 «Благие намерения»)
18. 2006 — Пять минут до метро (сериал) — Светлана Воронова
19. 2006 — Другая жизнь, или Побег из того света
20. 2008 — Колдовская любовь — Нина, мать Женьки
21. 2010 — Когда на юг улетят журавли — Юлия, жена Петра Журбина
22. 2012 — Кордон следователя Савельева (Фильм 4 «Охотники») — Дина Андреевна Колбасова, вдова
23. 2012 — Лист ожидания (5 серия) — Алина Корнеева
24. 2012 — Порох и дробь (Фильм 10 «Затянувшаяся расплата») — Кира Кержавина, любовница Виктора Радимцева
25. 2013 — Женский доктор — 2 (32-я серия «Альфонс») — Галина Калистратова, бизнес-леди
26. 2013 — Жизнь после жизни — мать Наташи
27. 2013 — Ловушка
28. 2014 — Кривое зеркало души
29. 2016 — Хозяйка — Инна Плохатнюк, жена Плохатнюка и мать Кирилла
30. 2018 — В последний раз прощаюсь — Людмила Ивановна
31. 2018 — Ни слова о любви — Марина Спивак, мама Миши
32. 2019 — Сердце матери — эпизод
33. 2019 — Тайны — Галина
34. 2021 — Без тебя — экономка Алла

### Роли на радио
- 2002—2006 — Жизнь расстоянием в десять минут (укр. Життя відстанню в десять хвилин) (образовательный радиосериал)

### Озвучивание
- 2008 — Сафо — Хелена Орлова (роль Людмилы Ширяевой)

## Награды
- 1995 — Кинофестиваль «Стожары» — приз за лучшую женскую роль (Алёнка в фильме «Вишнёвые ночи»);
- 2000 — Заслуженная артистка Украины[14];
- 2024 — Народная артистка Украины[15].

## Публикации
- Инна Капинос: «Ушла из кино девушкой, вернулась — мамой» / интервью вела Ольга Чистякова — Вестник Кривбасса, 4 июня 2008. (недоступная ссылка)
- Інна Капінос: моя професія реальна казка: бесіда з актрисою / вела Л. Бондарчук — Кіно-Театр. 2009 № 5 60-61. (укр.)